# メーベル・プライド
メーベル・プライド（Mabel Scott Lauder Pryde、 1871年2月12日 – 1918年7月）はスコットランドの画家。画家のウィリアム・ニコルソンの配偶者である。結婚後も画家として活動し、家族や子供たちを描いた作品を制作した。

## 略歴
エディンバラで生まれた。父親のデーヴィッド・プライド（David Pryde: 1834–1907）は、1870年から1891年の間、エディンバラ女性学校（Edinburgh Ladies College）の校長を務めた人物で、母親のバーバラ・ローダー（Barbara Lauder）は画家のロバート・スコット・ローダーやジェームズ・エクフォード・ローダーの姪であった。兄に画家、イラストレーターになったジェームズ・プライド（1866–1941）がいる 。
ハートフォードシャーに、画家、イラストレーターのフーベルト・フォン・ヘルコマーの設立した美術学校（Bushey School of Art）でヘルコマーに学んだ。この美術学校でウィリアム・ニコルソンと知り合い、1893年に結婚した。夫に兄のジェームズ・プライドを紹介し、兄と夫は商業美術の分野で1899年まで共作を続けた。
結婚後もロンドンのグループ展に出展を続け、1912年にはロンドンの画廊（Chenil Gallery）で個展も開いた。
4人の子供が生まれ、長男のベン・ニコルソン（1894-1982）は画家になった。次男のアンソニー（Anthony Nicholson: 1897–1918）は第一次世界大戦で戦死した。1909年から一家はブライトン・アンド・ホヴのロッティンディーンに住んだ。
1918年にメーベル・プライドはスペインかぜで亡くなった。47歳であった。ブライトの作品は、テート・ギャラリーやスコットランド・ナショナル・ギャラリーに収蔵されている。

## 作品

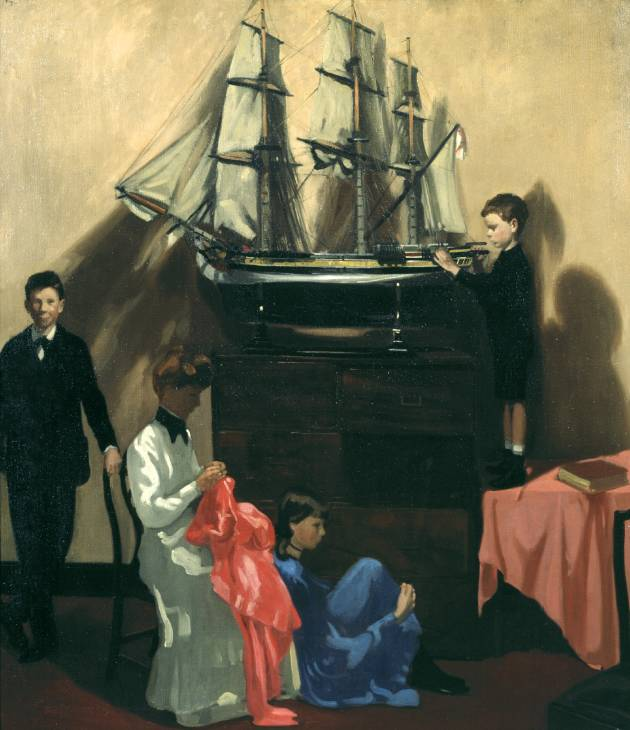
「家族」(1911) テート・ギャラリー 蔵
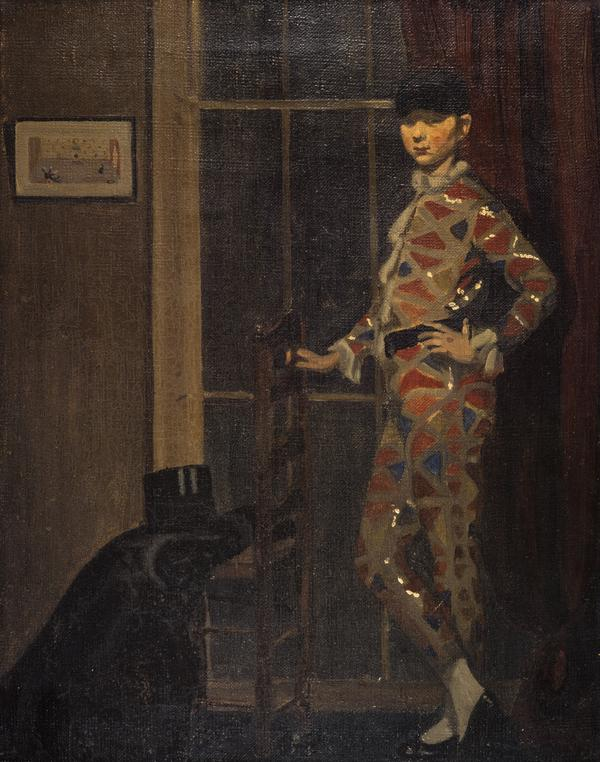
「椅子とハーレクイン」(1911) スコットランド・ナショナル・ギャラリー 蔵
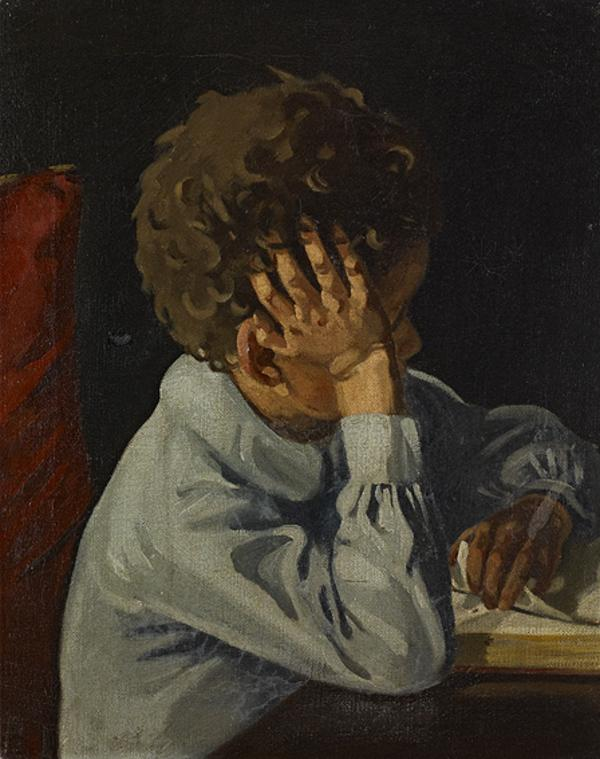
「子供（習作）」(1911) スコットランド・ナショナル・ギャラリー 蔵
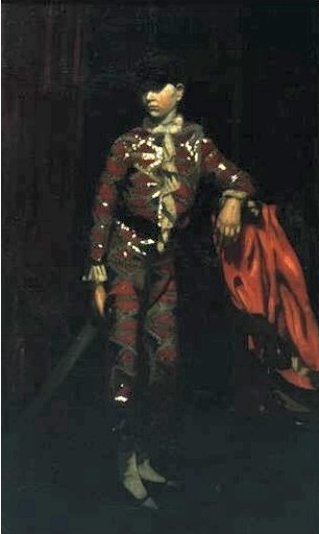
「ハーレクイン」(c.1910) テート・ギャラリー 蔵